# قنقرات
قُنقِرات (به مغولی: Хонгирад) (به قزاقی: Қоңырат) از شاخه‌های قوم مغول و از طایفه‌های ساکن آسیای میانه‌است.
چراگاه‌های اصلی دام‌های این قوم در مغولستان شرقی در نزدیکی دریاچه هولون بود. طوایف قنقرات، و اوپرات در کرانه راست رود ارگون به چنگیز تسلیم شدند. بورته، همسر چنگیزخان از قوم قنقرات بود و به این خاطر این قوم در امپراتوری مغول از احترام برخوردار بود.
در سده هیجدهم حوضه رودهای آمودریا و سیردریا به کنترل سه خانات ازبکی درآمد که مشروعیت خود را به هم‌تباری با چنگیزخان نسبت می‌دانند. این سه خانات به‌ترتیب از خاور به باختر، قنقرات در خیوه (۱۷۱۷–۱۹۲۰)، منقیت‌ها در بخارا (۱۷۵۳–۱۹۲۰) و مینق‌ها در خوقند (حدود ۱۷۱۰–۱۸۷۶) بودند.